# Dannemarie (Haut-Rhin)
Dannemarie je francouzská obec v departementu Haut-Rhin v regionu Grand Est. V roce 2018 zde žilo 2 259 obyvatel. Obec byla centrem kantonu kantonu Dannemarie, který zanikl v roce 2015.

## Poloha obce
Sousední obce jsou: Altenach, Ballersdorf, Gommersdorf, Manspach, Retzwiller a Wolfersdorf

## Vývoj počtu obyvatel
Počet obyvatel